# Mèrla e Lenhac
Merle-Leignec és un municipi francès situat al departament del Loira i a la regió d'Alvèrnia-Roine-Alps. L'any 2007 tenia 298 habitants.

## Demografia

### Població
El 2007 la població de fet de Merle-Leignec era de 298 persones. Hi havia 128 famílies de les quals 36 eren unipersonals (20 homes vivint sols i 16 dones vivint soles), 44 parelles sense fills, 32 parelles amb fills i 16 famílies monoparentals amb fills.
La població ha evolucionat segons el següent gràfic:
Habitants censats

### Habitatges
El 2007 hi havia 245 habitatges, 130 eren l'habitatge principal de la família, 93 eren segones residències i 22 estaven desocupats. 212 eren cases i 30 eren apartaments. Dels 130 habitatges principals, 102 estaven ocupats pels seus propietaris, 22 estaven llogats i ocupats pels llogaters i 6 estaven cedits a títol gratuït; 1 tenia una cambra, 15 en tenien dues, 20 en tenien tres, 35 en tenien quatre i 58 en tenien cinc o més. 80 habitatges disposaven pel capbaix d'una plaça de pàrquing. A 50 habitatges hi havia un automòbil i a 60 n'hi havia dos o més.

### Piràmide de població
La piràmide de població per edats i sexe el 2009 era:
| Homes | Edats   | Dones |
| ----- | ------- | ----- |
| 0     | 95 o +  | 0     |
| 4     | 90 a 94 | 0     |
| 0     | 85 a 89 | 0     |
| 4     | 80 a 84 | 4     |
| 16    | 75 a 79 | 12    |
| 8     | 70 a 74 | 4     |
| 4     | 65 a 69 | 8     |
| 8     | 60 a 64 | 12    |
| 8     | 55 a 59 | 4     |
| 12    | 50 a 54 | 16    |
| 20    | 45 a 49 | 8     |
| 4     | 40 a 44 | 0     |
| 0     | 35 a 39 | 4     |
| 0     | 30 a 34 | 0     |
| 0     | 25 a 29 | 16    |
| 8     | 20 a 24 | 8     |
| 4     | 15 a 19 | 8     |
| 0     | 10 a 14 | 4     |
| 4     | 5 a 9   | 0     |
| 4     | 0 a 4   | 4     |

## Economia
El 2007 la població en edat de treballar era de 191 persones, 142 eren actives i 49 eren inactives. De les 142 persones actives 134 estaven ocupades (76 homes i 58 dones) i 8 estaven aturades (3 homes i 5 dones). De les 49 persones inactives 27 estaven jubilades, 10 estaven estudiant i 12 estaven classificades com a «altres inactius».

### Ingressos
El 2009 a Merle-Leignec hi havia 142 unitats fiscals que integraven 322 persones, la mediana anual d'ingressos fiscals per persona era de 18.220 €.

### Activitats econòmiques
Dels 9 establiments que hi havia el 2007, 4 eren d'empreses de fabricació d'altres productes industrials, 2 d'empreses de construcció, 2 d'empreses d'hostatgeria i restauració i 1 d'una empresa d'informació i comunicació.
Dels 2 establiments de servei als particulars que hi havia el 2009, 1 era una fusteria i 1 restaurant.
L'any 2000 a Merle-Leignec hi havia 15 explotacions agrícoles que ocupaven un total de 342 hectàrees.

## Poblacions més properes
El següent diagrama mostra les poblacions més properes.